# Red Deer
Red Deer es la tercera ciudad más grande en la provincia canadiense de Alberta, detrás de Calgary y Edmonton. Está situada entre Calgary y Edmonton, al lado de la Alberta Highway 2 y el río Red Deer, un tributario del río Saskatchewan Sur y del cual toma su nombre. Su nombre se traduce al español como «ciervo rojo».

## Demografía
En el censo de 2011 se reveló que su población era de 90 564. Red Deer fue fundado en 1882 y fue dado el estatus como pueblo el 31 de mayo de 1894. Cambió a una villa el 12 de junio de 1901 y ha sido una ciudad desde el 25 de marzo de 1913.
Según el censo de 2006, 3600 de los 81 370 habitantes eran pertenecientes a las Primeras Naciones (4,42 %): 2535 métis (nativo y blanco), 915 nativos americanos, 40 inuit, 20 de más que un grupo aborigen, y 95 otros.
El idioma principal de su población es el inglés con 72 570 hablantes (89,1 %). El francés, el otro idioma oficial de Canadá, tiene 1260 hablantes, pero el idioma español (no oficial) es el segundo idioma en la ciudad, con 1400 hablantes. De los otros idiomas no oficial, el más común es el tagalog (885), entonces el alemán (770). Hay solamente 30 hablantes del idioma cree, el más común de los idiomas nativos en la ciudad. Hay 435 personas que tiene dos idiomas en Red Deer.
De todas las ciudades canadienses, la demografía de Red Deer es la que más se parece a la demografía de Canadá.

## Clima
| Parámetros climáticos promedio de Red Deer (1981−2010)                      | Parámetros climáticos promedio de Red Deer (1981−2010) | Parámetros climáticos promedio de Red Deer (1981−2010) | Parámetros climáticos promedio de Red Deer (1981−2010) | Parámetros climáticos promedio de Red Deer (1981−2010) | Parámetros climáticos promedio de Red Deer (1981−2010) | Parámetros climáticos promedio de Red Deer (1981−2010) | Parámetros climáticos promedio de Red Deer (1981−2010) | Parámetros climáticos promedio de Red Deer (1981−2010) | Parámetros climáticos promedio de Red Deer (1981−2010) | Parámetros climáticos promedio de Red Deer (1981−2010) | Parámetros climáticos promedio de Red Deer (1981−2010) | Parámetros climáticos promedio de Red Deer (1981−2010) | Parámetros climáticos promedio de Red Deer (1981−2010) |
| Mes                                                                         | Ene.                                                   | Feb.                                                   | Mar.                                                   | Abr.                                                   | May.                                                   | Jun.                                                   | Jul.                                                   | Ago.                                                   | Sep.                                                   | Oct.                                                   | Nov.                                                   | Dic.                                                   | Anual                                                  |
| --------------------------------------------------------------------------- | ------------------------------------------------------ | ------------------------------------------------------ | ------------------------------------------------------ | ------------------------------------------------------ | ------------------------------------------------------ | ------------------------------------------------------ | ------------------------------------------------------ | ------------------------------------------------------ | ------------------------------------------------------ | ------------------------------------------------------ | ------------------------------------------------------ | ------------------------------------------------------ | ------------------------------------------------------ |
| Temp. máx. abs. (°C)                                                        | 14.5                                                   | 18.0                                                   | 24.8                                                   | 32.8                                                   | 33.3                                                   | 37.2                                                   | 37.2                                                   | 36.1                                                   | 35.0                                                   | 29.4                                                   | 22.8                                                   | 16.5                                                   | 37.2                                                   |
| Temp. máx. media (°C)                                                       | -4.5                                                   | -1.7                                                   | 2.9                                                    | 11.3                                                   | 16.8                                                   | 20.5                                                   | 23.1                                                   | 22.5                                                   | 17.3                                                   | 11.2                                                   | 1.3                                                    | -3.2                                                   | 9.8                                                    |
| Temp. media (°C)                                                            | -10.2                                                  | -7.7                                                   | -2.9                                                   | 4.8                                                    | 10.3                                                   | 14.5                                                   | 16.8                                                   | 15.9                                                   | 10.8                                                   | 5.0                                                    | -3.8                                                   | -8.5                                                   | 3.7                                                    |
| Temp. mín. media (°C)                                                       | -16.0                                                  | -13.7                                                  | -8.7                                                   | -1.7                                                   | 3.7                                                    | 8.4                                                    | 10.5                                                   | 9.2                                                    | 4.3                                                    | -1.3                                                   | -8.8                                                   | -13.8                                                  | -2.3                                                   |
| Temp. mín. abs. (°C)                                                        | -46.7                                                  | -44.4                                                  | -40.6                                                  | -31.7                                                  | -12.8                                                  | -6.1                                                   | -1.1                                                   | -5.6                                                   | -12.8                                                  | -26.1                                                  | -37.2                                                  | -50.6                                                  | -50.6                                                  |
| Precipitación total (mm)                                                    | 22.2                                                   | 13.1                                                   | 21.2                                                   | 21.5                                                   | 55.8                                                   | 89.3                                                   | 96.6                                                   | 63.1                                                   | 51.1                                                   | 20.7                                                   | 17.7                                                   | 14.1                                                   | 486.3                                                  |
| Lluvias (mm)                                                                | 0.1                                                    | 0.2                                                    | 0.8                                                    | 12.9                                                   | 51.9                                                   | 89.3                                                   | 96.6                                                   | 63.1                                                   | 48.7                                                   | 14.6                                                   | 1.8                                                    | 0.4                                                    | 380.4                                                  |
| Nevadas (cm)                                                                | 22.1                                                   | 12.9                                                   | 20.4                                                   | 8.5                                                    | 3.9                                                    | 0.0                                                    | 0.0                                                    | 0.0                                                    | 2.4                                                    | 6.1                                                    | 15.8                                                   | 13.7                                                   | 105.9                                                  |
| Días de precipitaciones (≥ 0.2 mm)                                          | 7.9                                                    | 5.7                                                    | 6.4                                                    | 5.8                                                    | 11.1                                                   | 15.4                                                   | 14.2                                                   | 13.0                                                   | 11.1                                                   | 6.6                                                    | 6.7                                                    | 6.0                                                    | 110.0                                                  |
| Días de lluvias (≥ 0.2 mm)                                                  | 0.08                                                   | 0.15                                                   | 0.54                                                   | 4.0                                                    | 10.6                                                   | 15.4                                                   | 14.2                                                   | 13.0                                                   | 10.9                                                   | 4.9                                                    | 0.96                                                   | 0.19                                                   | 74.9                                                   |
| Días de nevadas (≥ 0.2 cm)                                                  | 7.9                                                    | 5.5                                                    | 6.0                                                    | 2.4                                                    | 1.0                                                    | 0.0                                                    | 0.0                                                    | 0.0                                                    | 0.38                                                   | 2.1                                                    | 6.0                                                    | 5.9                                                    | 37.1                                                   |
| Fuente: Environment Canada Humidex/Winchill from Red Deer Regional Airport. |                                                        |                                                        |                                                        |                                                        |                                                        |                                                        |                                                        |                                                        |                                                        |                                                        |                                                        |                                                        |                                                        |